# Herbert Wentscher (Videokünstler)
Herbert Wentscher (* 1951 in Oldenburg) ist ein deutscher Videokünstler und Dozent für visuelle Kommunikation an der Bauhaus-Universität Weimar. Er ist der Sohn des gleichnamigen Malers Herbert Wentscher.

## Werdegang
Herbert Wentscher studierte an den Kunstakademien in Stuttgart und Düsseldorf und war für das Fach Kunstgeschichte an der Universität Stuttgart sowie an der Universität zu Köln eingeschrieben. Wentscher erhielt ab 1975 mehrere Stipendien und konnte sich international fortbilden, dazwischen war er auch als Kunstlehrer am Theodor-Heuss-Gymnasium in Schopfheim tätig.
Wentscher folgte 1993 dem Ruf auf einen Lehrstuhl im Fachbereich Gestaltung an der Bauhaus-Universität, war 1997 bis 1998 deren Prorektor und von 2006 bis 2008 Dekan der Fakultät für Gestaltung.
Herbert Wentscher lebt in Freiburg im Breisgau und Weimar. Er ist Mitglied im Deutschen Künstlerbund.

## Werk
Herbert Wentscher arbeitet bevorzugt mit audiovisuellen Medien und bediente sich schon in den 1970er Jahren des damals noch relativ jungen Kunstmediums Video, darüber hinaus entstanden auch Gemälde, Skulpturen und Installationen. Seit Mitte der 1990er Jahre sind Wentschers Werke weltweit bei Ausstellungen und Veranstaltungen vertreten und Teil international bedeutender Sammlungen. Zwischen 2008 und 2014 wurden im Rahmen der DKB-Projekte mehrere Arbeiten in das digitale Videoarchiv des Deutschen Künstlerbundes aufgenommen.

## Preise und Auszeichnungen
- 1998 Marler Video-Installations-Preis[4]